# Яблонец над Ниса (окръг)
Окръг Яблонец над Ниса (на чешки: Okres Jablonec nad Nisou) е един от четирите окръга на Либерецки край, Чехия. Площта му е 402,30 km2, а населението му - 89 906 души (2012). Административен център е едноименният град Яблонец над Ниса. Окръгът се състои от 34 населени места, от които – 8 града.